# خوان گوایدو
خوان خراردو گوایدو مارکز (اسپانیایی: Juan Gerardo Guaidó Márquez‎, ونزوئلایی تلفظ اسپانیایی: [hwaŋ heˈɾaɾðo ɣwaiˈðo ˈmaɾkes] ()؛ زادهٔ ۲۸ ژوئیهٔ ۱۹۸۳) مهندس و سیاست‌مدار ونزوئلایی است که از ۵ ژانویه ۲۰۱۹ تا ۵ ژانویه ۲۰۲۳ ریاست مجمع ملی ونزوئلا را بر عهده داشت. او عضو حزب اراده عمومی و نمایندهٔ ایالت وارگاس در مجمع ملی ونزوئلا بود.
در ۲۳ ژانویه سال ۲۰۱۹ گوایدو در جریان بحران ریاست جمهوری که با شروع مجدد دولت نیکولاس مادورو آغاز شد خود را به‌عنوان رئیس‌جمهور موقت ونزوئلا معرفی کرد. گوایدو پیش از این گفته بود تمایل دارد به عنوان رئیس‌جمهور موقت و تا زمان برگزاری انتخابات جدید اداره کشور را بر عهده بگیرد. اما مادورو از او سلب قدرت کرد. به دنبال اعلان گوایدو سازمان کشورهای آمریکایی و چندین دولت از جمله کشورهای آرژانتین، برزیل، کانادا، کلمبیا، اکوادور، پرو، و ایالات متحده از وی حمایت کردند. اما دادگاه عالی ونزوئلا که منصوب رئیس‌جمهور مادورو بود، حکم به برکناری او از ریاست مجمع ملی ونزوئلا داده است.
در فوریه ۲۰۱۹، گوایدو برای نیروهای پلیس، ارتش و مقامات مورد تأیید مجمع ملی عفو عمومی صادر کرد که به بازگرداندن حکومت قانون کمک می‌کند. او اعلام کرد برای احیای کشور و با در نظر گرفتن بحران ونزوئلا و فقر در این کشور نفت خیز طرح احیا کشور را با گرفتن تعهدات و کمک‌های بشردوستانه از ایالات متحده و چندین کشور دیگر تضمین می‌کند، برنامه‌های مربوط به حمل و نقل بین‌المللی را نیز ارائه کرد. گوایدو گفت «وظیفه من این است که خواستار انتخابات آزاد شوم چون سوءاستفاده از قدرت جریان دارد و ما در یک نظام استبدادی زندگی می‌کنیم. ما در ونزوئلا یا باید سلطه کامل، سرکوب و شکنجه رژیم مادورو را بپذیریم یا آزادی، دمکراسی و رفاه را برای مردم خود انتخاب کنیم.».
در سطح داخلی، اقدامات گوایدو عبارت بودند از طرح یک نقشه کشوری، یک قانون عفو برای پرسنل نظامی و مقاماتی که علیه حکومت مادورو درآیند، اقداماتی برای تحویل امداد بشردوستانه به کشور، و جوایز اجتماعی برای کارگران بخش سلامت در جریان دنیاگیری کووید-19. در سطح بین‌المللی، گوایدو کنترل بعضی از دارایی‌ها و املاک ونزوئلا در آمریکا را به دست گرفت، و در نبرد حقوقی بر سر کنترل £۱٫۳ میلیارد ذخیره طلای ونزوئلا پیروز شد.
در دسامبر ۲۰۲۲، در حالی که نمایندگان اپوزیسیون که خواستار استراتژی واحدی در آستانه انتخابات ریاست جمهوری ۲۰۲۴ ونزوئلا بودند، سه تا از چهار حزب اصلی اپوزیسیون (عدالت اول-, کنش دموکراتیک، و یک دوره جدید) از اصلاحاتی برای انحلال حکومت و ایجاد کمیسیونی پنج عضوی برای مدیریت دارایی‌های خارجی تشکیل حمایت کردند، و اظهار داشتند که حکومت موقت در دستیابی به اهدافی که تعیین کرده بود ناکام مانده. نیویورک تایمز گزارش کرد که اقدامات اپوزیسیون برای برکناری گوایدو به عنوان رهبرشان نشانگر از دست رفتن اعتماد به «قابلیت گوایدو برای خلع رئیس جمهور نیکولاس مادورو» بود. در آوریل ۲۰۲۳ او از ترس بازداشت، به آمریکا گریخت و در میامی، فلوریدا زندگی می‌کند. در ۶ اکتبر ۲۰۲۳, دولت مادورو اتهامات پول‌شویی، خیانت،  و غصب را به گوایدو وارد کرد، حکم جلب برای او صادر کرد و از جامعه بین‌المللی درخواست کرد برای بازداشت گوایدو همکاری کنند، و از پلیس بین‌الملل خواست هشدار قرمز صادر کند. گوایدو اتهامات طرح شده علیه خود در حکم جلب را انکار کرده است.

## زندگی‌نامه و تحصیلات
گوایدو در یک خانواده بزرگ و طبقه متوسط متولد شد و پدر و مادرش ویلمر و نورکا هستند. پدرش خلبان یک شرکت هواپیمایی و مادرش، معلم بود. یک پدر برزگش سرباز گارد ملی ونزوئلا بود، و پدر بزرگ دیگرش کاپیتان نیروی دریایی ونزوئلا بود. والدینش وقتی خیلی جوان بود از هم طلاق گرفتند، همراه با پدرش به جزایر قناری مهاجرت کرد و آنجا به عنوان راننده تاکسی کار می‌کرد.
در فاجعه وارگاس (ایالت) واقعه طبیعی ۱۴ تا ۱۶ دسامبر ۱۹۹۹ که هزاران ونزوئلایی بی خانمان شدند؛ او همراه با خانواده‌اش آواره شد و دوستان و مدرسه اش را از دست داد این تراژدی، به گفته همکارانش، پس از آنکه دولت جدید هوگو چاوز ادعا کرد که به ناگواری فاجعه پیش‌آمده پاسخ خواهد داد، بر دیدگاه‌های سیاسی او تأثیر گذاشت. او گفت: «من دیدم اگر می‌خواهم آینده‌ای بهتر برای کشورم داشته باشم، مجبورم آستین‌هایم را بالا بزنم و زندگی خود را وقف خدمات عمومی کنم.» او دیپلم دبیرستان را در سال ۲۰۰۰ گرفت.
گوایدو دوره کارشناسی خود را گذراند و در سال ۲۰۰۷ مدرک کارشناسی ارشد خود را در مهندسی صنایع از دانشگاه کاتولیک آندرس بلو اخذ کرد. او همچنین دو برنامه کارشناسی ارشد در ادارات دولتی در دانشگاه جورج واشینگتن در ایالات متحده و مؤسسه آموزش عالی کاراکاس را تکمیل کرد. او در همین زمان با فابیانا روزالس، یک روزنامه‌نگار، ازدواج کرده و آن‌ها صاحب یک دختر شدند.

## دستگیری و آزادی
در ۱۳ ژانویه ۲۰۱۹ گوایدو در حال رفتن برای شرکت دریک کابیلدو آزاد، توسط سرویس اطلاعات ونزوئلا (SEBIN) دستگیر شد. و ۴۵ دقیقه بعد آزاد گردید.
گروه لیما همراه با لوئیس آلماگرو دبیرکل سازمان کشورهای آمریکایی (OAS) این اقدام را محکوم کردند. در همان روز، او خود را به عنوان رئیس‌جمهور اعلام کرد. دولت به این واقعیت اشاره کرد که این اقدام یک طرفه توسط سرویس اطلاعات (SEBIN) صورت گرفته و حکم دستگیری توسط رئیس اطلاعات و موک‌ورا صادر شده است. در این راستا، گوایدو اعلام کرد که در این وقایع نشان داده شد که شکافی در زنجیره فرماندهی نیروهای مسلح وجود داشته است.
دوازده مقام سرویس اطلاعات ونزوئلا (SEBIN) پس از این رویداد دستگیر و زندانی شدند و در انتظار محاکمه بودند. آن‌ها به «بازداشت غیرقانونی» و «سوء استفاده از توابع» متهم شدند.

## فعالیت‌ها
گوایدو پس از آنکه دریافت که چاوز کشور را به سمت توتالیتاریسم می‌برد، دست به ایجاد یک جنبش سیاسی زد تا از این طریق اعتراضات دانشجویی مخالف دولت ونزوئلا را برای بازکردن شبکه تلویزیونی RCTV هدایت کند. او با دیگر رهبران برجسته دانشجویی هنگامی که ۲۳ساله بود همکاری می‌کرد و از دانشگاه آندرئاس بلو فارغ‌التحصیل شد. آن‌ها همچنین دست به اقدامات گسترده‌تری در زمینه اصلاحات دولتی که توسط چاوز صورت گرفت زدند، از جمله اعتراض به رفراندوم قانون اساسی ۲۰۰۷ که چاوز در آن شکست خورد.
در سال ۲۰۱۴ گوایدو هماهنگ‌کننده ملی حزب بود. لوپز (یکی از سیاستمداران اپوزیسیون شناخته شده ونزوئلا است، که تا ژانویه ۲۰۱۹تحت بازداشت خانگی قرار داشت) «به گفته سی.ان. ان، سالها گوایدو و او اپوزیسیون را هدایت می‌کنند» این دو طی روز چند بار در مشورت با هم هستند. گوایدو و لوپز به عنوان دو همکار در حزب ونه در سطح بین‌المللی به خوبی شناخته شده هستند، لوپز، گوایدو را در سال ۲۰۱۹ به عنوان رئیس حزب اراده عمومی معرفی کرد.

## رئیس‌جمهور موقت ونزوئلا

ونزوئلا
کشورهایی که گوایدو را به رسمیت می‌شناسند
کشورهایی که از مجمع ملی حمایت می‌کنند
کشورهایی که مادورو را به رسمیت می‌شناسند

### رویدادهای مهم
- کاخ سفید آمریکا اعلام کرد که دونالد ترامپ گوایدو را به عنوان رئیس‌جمهور موقت مشروع ونزوئلا به رسمیت شناخته است. مایک پمپئو، وزیر خارجه آمریکا نیز پس از ترامپ در یک بیانیه رسمی، تأکید کرد ایالات متحده رئیس‌جمهوری موقت، خوان گوایدو را به رسمیت می‌شناسد و نیکلاس مادورو از اختیارات قانونی، برای قطع روابط دیپلماتیک با آمریکا برخوردار نیست.[۳۳]
- کانادا و سازمان کشورهای آمریکایی نیز ریاست جمهوری گوایدو را به رسمیت شناخته‌اند.[۳۴]
- رئیس‌جمهور آرژانتین ماریسیو ماکری (Mauricio Macri) گوایدو رهبر اپوزیسیون ونزوئلا را به عنوان رهبر موقت ونزوئلا به رسمیت شناخت.
- پرو گوایدو را به عنوان رئیس‌جمهور موقت ونزوئلا به رسمیت شناخت.
- کلمبیا گوایدو قانونگذار و رهبر اپوزیسیون را به عنوان رئیس‌جمهور ونزوئلا به رسمیت شناخت.[۳۵]
- ۲۶ ژانویه۲۰۱۹ فرانسه، آلمان، اسپانیا و بریتانیا در واکنشی هماهنگ به بحران ونزوئلا گفتند آماده‌اند تا در صورتیکه انتخاباتی در هفته آینده برگزار نشود، خوان گوایدو رهبر اپوزیسیون را به عنوان رئیس‌جمهور موقت کشور به رسمیت بشناسند.[۳۶]
- ۲۵ ژانویه ۲۰۱۹ برخی از دولت‌ها، از جمله کانادا، ایالات متحده، گواتمالا، هندوراس، کاستاریکا، پاناما، کلمبیا، اکوادور، پرو، پاراگوئه، برزیل، آرژانتین و شیلی - بدون اشاره به بریتانیا، دانمارک، پرتغال و کوزوو، اکنون خوان گوایدو را به عنوان رئیس دولت مشروع ونزوئلا شناخته‌اند. لوئیس آلماگرو، رئیس سازمان کشورهای آمریکایی، گوایدو را نیز به عنوان رئیس‌جمهور ونزوئلا به رسمیت شناخت.[۳۷]
- ایران، ترکیه، روسیه و مکزیک این اقدام گوایدو را محکوم، و از مادورو حمایت کرده‌اند.[۳۸]
- خبرگزاری آسوشیتدپرس اعلام کرد که وی به‌طور غیر علنی از مرز کلمبیا و مخفیانه از هفته‌ها قبل به آمریکا و چند کشور دیگر آمریکای لاتین رفته و با آنان هماهنگ کرده است.[۳۹]
- ولادیمیر پوتین رئیس دولت روسیه در پی تحولات اخیر در ونزوئلا، با نیکلاس مادورو رئیس دولت این کشور مکالمه تلفنی انجام داد. پوتین در گفتگو با مادورو اظهار داشت، مداخله در امور داخلی ونزوئلا، نقض سنگین حقوق بین‌المللی می‌باشد. طرفین قاطعیت خود در مورد ادامه همکاری بین روسیه و ونزوئلا را تأیید کردند،[۴۰]
- ۳۰ ژانویه ۲۰۱۹ دونالد ترامپ، رئیس‌جمهور آمریکا دریک تماس تلفنی با خوان گوایدو رئیس‌جمهور موقت ونزوئلا اعلام کرد که از «مبارزه وی برای به دست آوردن دموکراسی» حمایت می‌کند، آنچنانکه فشار واشینگتن برای مجبور کردن رئیس‌جمهور سوسیالیست نیکلاس مادورو از قدرت، باعث فوران اجتماعی گردید.[۴۱]
- ۳۱ژانویه۲۰۱۹ پارلمان اروپا خوان گوایدو را به عنوان پرزیدنت موقت ونزوئلا براساس قانون اساسی ونزوئلا به رسمیت می‌شناسد؛ و از اعضای آن می‌خواهد، باید نمایندگان منصوب شده توسط مقامات مشروع را به رسمیت بشناسند.[۴۲]
- ۲ فوریه ۲۰۱۹ جاناتان ولاسکو رامیرز دیپلمات ونزوئلایی که سفیر ونزوئلا در عراق است. طی بحران ریاست جمهوری ۲۰۱۹ ونزوئلا، ۲ فوریه، خوان گوایدو رئیس‌جمهور موقت ونزوئلا، را به رسمیت شناخت، و اعلام کرد که مجلس ملی تنها قدرت «وابسته به اخلاق، مشروعیت و قانونی بودن» است و مسئول است تا خلاء قدرت را با جلوگیری از نقض قانون اساسی جبران کند.[۴۳][۴۴][۴۵]
- ۴ فوریه ۲۰۱۹ ماکرون: فرانسه خوان گوایدو را به عنوان رئیس‌جمهور ونزوئلا به رسمیت می‌شناسد.[۴۶] ژان-ایو لو دریان وزیر امور خارجه فرانسه، گفت: «گایدو ظرفیت و مشروعیت قانونی برای برگزاری انتخابات را دارد.»،[۴۷] با اتمام مهلت هشت روزه اتحادیه اروپا به رئیس‌جمهور ونزوئلا، اسپانیا، بریتانیا، اتریش، سوئد و دانمارک رهبر اپوزیسیون ونزوئلا خوان گوایدو را به عنوان رئیس‌جمهور موقت ونزوئلا به رسمیت شناختند همزمان فرانسه گفت گوایدو حق این را دارد که انتخاباتی را در این کشور سازماندهی کند.[۴۸]
- ۶ فوریه ۲۰۱۹ ترامپ در سخنرانی سالانه گفت آمریکا به‌طور رسمی دولت قانونی ونزوئلا و رئیس‌جمهور جدید آن را به رسمیت شناخت. ما در کنار مردم ونزوئلا ایستادیم و وحشیگری رژیم مادورو را محکوم کردیم که کشور غنی ونزوئلا را به یک فقیرنشین تبدیل کرده است.[۴۹]
- ۷ فوریه ۲۰۱۹ وزرای بیش از ده کشور اروپایی و آمریکای لاتین با انتشار بیانیه مشترکی خواستار برگزاری «انتخابات آزاد، شفاف و قابل اعتماد» در ونزوئلا شدند تا تنش‌های سیاسی میان نیکلاس مادورو و خوان گوایدو، رهبر مخالفان، حل و فصل شود.[۵۰]
- ۱۰ فوریه ۲۰۱۹ گوایدو طی سخنانی اعلام کرد: برای مجبور کردن مادرو به کناره‌گیری از قدرت و کاستن از بحران انسانی در داخل کشور، آماده است تا اقدام‌های لازم از جمله اجازه مداخله نظامی آمریکا را انجام دهد.[۵۱]
- ۱۰ فوریه ۲۰۱۹ خوان گوایدو اعلام داشت تمامی کمک‌های بشردوستانه که هم‌اکنون در مرز با کلمبیا واقع شده به دست مردم ونزوئلا خواهد رسید، وی در پیامی ویدیوئی به تمامی مردم این کشور اطمینان داد کمک‌های بشردوستانه ارسالی طبق برنامه زمان‌بندی شده و مشخص به دست آن‌ها خواهد رسید.
- ۱۳ فوریه ۲۰۱۹ ایالات متحده و روسیه به‌طور جداگانه پیش‌نویس قطعنامه‌هایی را در مورد بحران ونزوئلا به شورای امنیت سازمان ملل ارائه کرده‌اند. آمریکا خواستار برگزاری فوری انتخابات شده، روسیه در مورد «دخالت نظامی» هشدار داده است.[۵۲]
- ۱۳ فوریه ۲۰۱۹ اسپوتنیک، سباستین پینه‌را، رئیس‌جمهوری شیلی نوشت: ظرف چند روز، دیکتاتوری نیکولاس مادورو، رئیس‌جمهوری ونزوئلا محکوم به شکست خواهد بود. مردم ونزوئلا با خوشحالی و شجاعت رو به سوی آزادی و دموکراسی گشوده‌اند.[۵۳]
- ۱۴ فوریه ۲۰۱۹ رویتر: دونالد ترامپ در سخنرانی ۱۸ فوریه از خوان گوایدو، رهبر مخالفان ونزوئلا، حمایت خواهد کرد. آقای گوایدو که رئیس پارلمان است به‌عنوان رئیس‌جمهوری موقت ونزوئلا سوگند خورده و مشروعیت نیکلاس مادورو را به چالش کشیده است. آمریکا از جمله حامیان گوایدو است که ریاست جمهوری موقت او را به رسمیت شناخته و خواستار برگزاری انتخابات شده است.[۵۴]
- ۱۵ فوریه ۲۰۱۹ استیون منوشین، وزیر خزانه‌داری ایالات متحده آمریکا طی بیانیه‌ای پنج مقام ارشد امنیتی ونزوئلا را در لیست تحریم قرار داد.[۵۵]
- ۱۵ فوریه ۲۰۱۹ نیکولاس مادورو در مصاحبه‌ای با آسوشیتدپرس فاش ساخت که دولت او گفتگوهای مخفی با دولت ترامپ داشته است. وی همچنین پیش‌بینی کرد که کارزار بین‌المللی برای استعفای خود را سپری خواهد کرد.[۵۶]
- ۲۲ فوریه ۲۰۱۹ به گزارش آسوشیتدپرس افزایش تنش‌ها در ونزوئلا باعث کشته شدن یک زن و مجروح شدن حدود ۱۲ نفر در نزدیکی مرز برزیل شد. این اولین درگیری مرگبار بر سر تلاش اپوزیسیون برای ورود دومین محموله کمک‌های دارویی و غذایی بشردوستانه آمریکا به داخل ونزوئلا به‌شمار می‌رود.[۵۷]
- ۲۴ فوریه ۲۰۱۹ پس از وقوع درگیری‌های خشونت بار ۲۳ فوریه میان نظامیان ونزوئلا و هواداران خوآن گوآیدو در شهر مرزی برزیل و ونزوئلا، ارتش اوضاع را در مرز این کشور با کلمبیا تحت کنترل گرفته است.[۵۸]
- ۲۴ فوریه ۲۰۱۹ خوان گوایدو رهبر اپوزیسیون ونزوئلا گفت که استفاده نیکلاس مادرو از سربازان برای آنکه با خشونت مانع ورود کمک‌های انسانی بشود به معنای آن است که او به جامعه جهانی پیشنهاد خواهد کرد که تمامی گزینه‌ها برای سرنگونی مادرو باز باشند.[۵۹]
- ۲۵ فوریه ۲۰۱۹ میچل باچله، کمیسر حقوق بشر سازمان ملل نسبت به مقابله خشن دولت مادورو با نیروهای اپوزیسیون این کشور هشدار داد. باچله مسدود کردن راه انتقال کمک‌های بشر دوستانه از سوی دولت مادورو را محکوم کرد.[۶۰]
- ۲۵ فوریه ۲۰۱۹ مایک پنس در جریان دیدار با خوان گوایدو و گروه لیما در بوگوتا پایتخت کلمبیا، از تحریم‌های سنگین‌تر علیه رژیم مادورو خبر داد. وی گفت به رغم خصومت مادورو، ما به فشار ادامه می‌دهیم و تمام کمک‌های بشردوستانه آمریکا باید به دست مردم ونزوئلا برسد.[۶۱]
- ۲۸ فوریه ۲۰۱۹ روسیه و چین یک قطعنامه پیشنهادی ایالات متحده در شورای امنیت سازمان ملل که به بحران ونزوئلا می‌پرداخت را وتو کردند، یک پیش‌نویس ارائه شده از جانب مسکو نیز در این رابطه از رسیدن به رأی کافی بازماند. پیش‌نویس پیشنهادی آمریکا در شورای امنیت ۹ رأی مثبت لازمه از جانب کشورهای عضو را کسب کرده بود ولی مسکو و پکن در اتحاد باهمدیگر آن را وتو کردند.[۶۲]
- ۱ مارس ۲۰۱۹ خوان گوایدو، رهبر مخالفان دولت ونزوئلا می‌گوید ۶۰۰ نفر از افسران ارتش این کشور طی روزهای گذشته از حمایت از نیکلاس مادورو دست کشیده‌اند.[۶۳]
- ۴ مارس ۲۰۱۹ خوان گوایدو، رهبر مخالفان دولت ونزوئلا که در روزهای اخیر به کلمبیا، برزیل در همسایگی ونزوئلا، آرژانتین، پاراگوئه و اکوادور سفر کرده است. اعلام کرد قصد دارد به کشورش بازگردد. وی خواهان تظاهرات گسترده مردم شده است. جان بولتون، مشاور امنیت ملی آمریکا گفت: «هر تهدید و اقدامی که امنیت آقای گوایدو را هنگام بازگشت به ونزوئلا به خطر بیندازد، با واکنش سخت و قابل ملاحظه‌ای روبه‌رو خواهد شد.»[۶۴]
- ۴ مارس ۲۰۱۹ رئیس‌جمهور موقت خوان گوایدو که برای رایزنی با کشورهای همسایه و جلب حمایت منطقه‌ای از کشورش خارج شده بود ظهر دوشنبه در میان استقبال هواداران و سفرای کشورهای خارجی وارد فرودگاه کاراکاس شد.[۶۵]
- ۵ مارس ۲۰۱۹ سایت کاخ سفید نسبت به ادامه وضعیت اضطراری ملی در ونزوئلا تأکید کرد. دونالد ترامپ در تاریخ ۲۵ ژانویه ۲۰۱۹ یک سال دیگر وضعیت اضطراری ملی اعلام شده در فرمان اجرایی ۱۳۶۹۲ را تمدید کرد.[۶۶]
- ۷ مارس ۲۰۱۹ ونزوئلا سفیر آلمان را پس از ابراز حمایت از خوان گوایدو، رهبر مخالفان، اخراج کرد.[۶۷]
- ۸ مارس ۲۰۱۹ قطع شدن برق و خاموشی در نقاط وسیعی از ونزوئلا به تنش‌ها میان نیکلاس مادورو و خوان گوایدو دامن زده و طرفین یکدیگر را مقصر این وضعیت دانستند. از سویی بنا بر اظهار منابع درمانی، مشکل قطعی برق جان هزاران بیمار را در کشور تهدید می‌کند.[۶۸]
- ۹ مارس ۲۰۱۹ خوان گوایدو، رهبر مخالفان دولت در ونزوئلا، در جمع مخالفان دولت از شهروندان معترض به نیکلاس مادورو خواست برای برگزاری یک راهپیمایی گسترده، از سراسر دیگر شهرها راهی کاراکاس، پایتخت، شوند.[۶۹]
- ۱۱ مارس ۲۰۱۹ مجلس ملی ونزوئلا به رهبری گوایدو بدنبال اعلام وضعیت اضطراری به دلیل قطعی شبکه برق‌رسانی خواستار قطع صادرات نفت به کوبا شد.[۷۰]
- ۱۳ مارس ۲۰۱۹ دولت ونزوئلا اعلام کرد برق همه مناطق این کشور وصل شد و تنها دو شهرک باروتا و های‌لو در نزدیکی کاراکاس به خاطر آتش‌سوزی برق ندارند. از روز ۷ مارس بخش بزرگی از ونزوئلا در خاموشی فرورفت و این در حالی است که عرضه سوخت و غذا نیز با بحران جدی روبروست.[۷۱]
- ۲۱ مارس ۲۰۱۹ هواداران خوان گوایدو، رهبر مخالفان دولت ونزوئلا، می‌گویند کنترل سه مرکز دیپلماتیک کشورشان در ایالات متحده را در دست گرفته‌اند.[۷۲]
- ۲۱ مارس ۲۰۱۹ خوان گوایدو رئیس‌جمهوری موقت و مشروع ونزوئلا در پیامی خطاب به مردم ونزوئلا و جامعه جهانی اعلام کرد روبرتو مارِرو رئیس دفتر او و یکی از نمایندگان پارلمان از سوی نیروهای امنیتی نزدیک به مادورو، دستگیر شده‌اند.[۷۳]
- ۲۴ مارس ۲۰۱۹ دو هواپیمای روسیه در فرودگاه اصلی ونزوئلا در حالی که یک مقام دفاعی روسیه و ۱۰۰ سرباز را حمل می‌کردند فرود آمدند، که این در بحبوحه تقویت روابط میان کاراکاس و مسکو می‌باشد.[۷۴]
- ۲۹ مارس ۲۰۱۹ پس از ماه‌ها جلوگیری از ورود کمک‌های بین‌المللی صلیب سرخ وارد ونزوئلا شد.[۷۵]
- ۷ آوریل ۲۰۱۹ مخالفان و معترضان به دولت نیکلاس مادورو، بار دیگر راهی خیابان‌ها شده‌اند تا به وضعیت سیاسی و اقتصادی، بحران ناشی از بی‌برقی و مشکلات دیگر اعتراض کنند و خواستار کناره‌گیری مادورو از قدرت شوند.[۷۶]
- ۱۱ آوریل ۲۰۱۹ دولت نیکلاس مادورو هفته گذشته هشت تن طلا از خزانه بانک مرکزی خارج کرده است و قصد دارد این شمش‌های طلا را در خارج کشور بفروشد تا در برابر تحریم‌های آمریکا، ارزش پول ملی ونزوئلا را بالا ببرد.[۷۷]
- ۱۳ آوریل ۲۰۱۹ هوگو کارواخال رئیس سابق اطلاعات ارتش ونزوئلا، توسط پلیس اسپانیا دستگیر شد، و با حکم دیوان عالی اسپانیا زندانی گردید. به گزارش رویترز، آمریکا معتقد است وی اطلاعات ارزشمندی دربارهٔ نیکلاس مادورو دارد و خواستار استرداد او شده است.[۷۸]
- ۲۶ آوریل ۲۰۱۹ وزارت خزانه‌داری ایالات متحده آمریکا اعلام کرد خورخه آرازا وزیر خارجه ونزوئلا را به فهرست تحریم‌های خود افزود. واشینگتن تصمیم به توقیف اموال وی درآمریکا گرفته است.[۷۹]
- ۳۰ آوریل ۲۰۱۹ تظاهرات‌ها در ونزوئلا افزایش می‌یابد، گوایدو خواهان قیام ارتش شد.[۸۰]
- ۳۰ آوریل ۲۰۱۹ خوان کایدو رهبر اپوزیسیون ونزوئلا خواستار یک قیام نظامی برای برکناری نیکولاس مادرو شد، تقریباً ده‌ها تن از مردان جوان مسلح در لباس نظامی گوایدو را در تبادل آتش با سربازانی که در حمایت از برکناری مادرو در پایگاه هوایی لا کارلوتا عمل می‌کردند، همراهی می‌کردند.[۸۱]
- ۳۰ آوریل ۲۰۱۹ پلیس ونزوئلا اقدام به شلیک گاز اشک‌آور به‌طرف هواداران گوایدو در بیرون پایگاه هوایی لا کارلوتا در منطقه آلتامیرای کارکاس پایتخت ونزوئلا کرد، به گفته شاهدان عینی، صدای شلیک در گردهمائی گوایدو در بیرون پایگاه هوائی در کاراکاس شنیده می‌شود.[۸۲][۸۳]
- ۳۰ آوریل ۲۰۱۹ پمپئو در مصاحبه با شبکه خبری ان‌بی‌سی گفت ایالات متحده مصمم است که همه گزینه‌ها برای احیای مجدد دمکراسی در ونزوئلا را روی میز نگه دارد. وی گفت شما همچنین می‌بینید که خوان گوایدو در خیابان‌ها است و ما آقای مادورو را از امروز صبح ندیدیم. ما هواپیمای وی را دیدیم که در فرودگاه پارک شده بود. ما مطلعیم که وی عملاً آماده می‌شد و در نظر داشت که کشور را ترک کند و روس‌ها به وی گفتند که بماند و راهی هاوانا نشو.[۸۴]
- ۱ مه۲۰۱۹ جان بولتون اظهار داشت حدود ۲۵ هزار نیروی نظامی کوبا در ونزوئلا هستند. وی با اشاره به ادعاها در مورد بروز کودتا در ونزوئلا گفت: «آن کودتایی که نگرانش هستیم ممکن است با رخنه دادن هزاران نیروی نظامی کوبایی در ونزوئلا روی داده باشد. به نظر من اگر کوبایی‌ها امروز ونزوئلا را ترک کنند، مادورو تا قبل از نیمه شب سقوط می‌کند.»[۸۵]
- ۳ مه ۲۰۱۹ ایالات متحده کماکان در حال بررسی گزینه‌های نظامی در ونزوئلا است. شاناهان وزیر دفاع موقت آمریکا در مورد ونزوئلا که یک تهدید امنیت ملی برای ایالات متحده است ضمن تأیید گفت به‌کارگیری نیروی نظامی را موجه می‌سازد او گفت روسیه، چین و ایران در ونزوئلا دخالت دارند.[۸۶]
- ۵ مه ۲۰۱۹ مایک پومپئو وزیر امور خارجه آمریکا از ایران، روسیه و کوبا خواست تا نیروهای خود را از ونزوئلا خارج کنند، وی گفت مستشاران نظامی ایران و کوبا به شبه نظامیان ونزوئلایی که مخالفان را سرکوب می‌کنند، کمک می‌رسانند و روسیه نیز مانع تحقق اهداف جنبش مردم سالاری ونزوئلا است و چین هم باید از سر راه این جنبش کنار برود.[۸۷][۸۸]
- هلیکوپتر ارتش ونزوئلا نزدیک کاراکاس سقوط کرد و ۷ نفر کشته شدند.[۸۹]
- ۷ مه ۲۰۱۹ معاون رئیس‌جمهور مایک پنس:رژیم ایران با دیکتاتوری فاسد ونزوئلا کار کرده است برای اینکه مکان امنی برای نیروهای نیابتی تروریست خود به‌وجود بیاورد و همین الان که ما اینجا جمع شده‌ایم به این کار ادامه می‌دهد. ماه گذشته، یک هیئت بلندپایه از وزارت خارجه ایران راه اندازی بسیار علنی پرواز مستقیم بین کاراکاس و تهران توسط ماهان ایر را جشن گرفت. ماهان ایر یک خط هوایی است که در لیست سیاه (تروریستی) قرار دارد و تحت کنترل سپاه پاسداران ایران که رئیس‌جمهور ترامپ اخیراً به عنوان یک سازمان تروریستی لیست گذاری کرد، می‌باشد.[۹۰]
- ۸ مه ۲۰۱۹ پلیس اطلاعات ونزوئلا معاون رئیس مجلس ملی ادگار زامبرانو، اولین مقام ارشد اپوزیسیون را در تلافی تلاش شکست خورده برای تحریک یک قیام نظامی، طی عملیاتی در کاراکاس بازداشت کرد.[۹۱]
- ۱۴ مه ۲۰۱۹ نیروهای امنیتی سرویس اطلاعاتی ونزوئلا درهمکاری با پلیس و نیروهای گارد ملی، چند ساختمان در منطقه نزدیک پارلمان را به محاصره خود درآورده و به نمایندگان پارلمان و روزنامه‌نگاران اجازه ورود به ساختمان ندادند.[۹۲]
- ۱۷ مه ۲۰۱۹ خوان گوایدو در یک گردهمایی سیاسی در کاراکاس گفت «بعضی نماینده‌ها در نروژ» در «تلاش برای میانجیگری» بر سر بحران سیاسی و اقتصادی در ونزوئلا هستند. این اولین تأیید رسمی حاکی از تلاش میان دو طرف پس از ماه‌ها جنگ قدرت است.[۹۳][۹۴] مقام‌های ونزوئلا می‌گویند، برای گفتگو به منظور رفع بن‌بست خورخه رودریگز وزیر اطلاعات، به نمایندگی از نیکلاس مادورو رئیس‌جمهوری ونزوئلا، و استالین گونزالس نماینده مجلس، در راس هیئت اپوزیسیون، در نروژ هستند.[۹۵]| بحران در ونزوئلا                                                                                                           |
| --- |
| |
| تأثیرات |
| جععیت‌های پراکنده ونزوئلا افزایش تورم در ونزوئلا کمبودها در ونزوئلا دزدان دریایی در ساحل ونزوئلا قطعی کامل برق ونزوئلا ۲۰۱۹ |
| رویدادها |
| Dakazo بحران مهاجران کلمبیا- ونزوئلا گروه لیما بحران ریاست‌جمهوری ونزوئلا ۲۰۱۹                                              |
| انتخابات‌ها |
| انتخابات ریاست‌جمهوری ۲۰۱۳ انتخابات پارلمانی ۲۰۱۵ همه‌پرسی ۲۰۱۷ انتخابات مجلس مؤسسان ۲۰۱۷ انتخابات ریاست‌جمهوری ۲۰۱۸          |
| اعتراضات |
| ۲۰۱۳ ۲۰۱۴ ۲۰۱۵ ۲۰۱۶ ۲۰۱۷ ۲۰۱۸ اعتراضات ۲۰۱۹ ونزوئلا                                                                        |
| گاه‌شمار |
| ۲۰۱۴ ۲۰۱۵ ۲۰۱۶ ۲۰۱۷ ۲۰۱۸ ۲۰۱۹                                                                                              |
| خشونت مسلحانه |
| حمله بالگرد ۲۰۱۷ کاراکاس حمله به مجلس ملی ونزوئلا ۲۰۱۷ حمله به فورت پاراماکی حمله انتخاری حمله کاراکاس                     |
| درگاه ونزوئلا |
| ن ب و |
- ۳ ژوئن ۲۰۱۹ وزارت خارجه کانادا گفت کانادا فعالیت‌های سفارت خود در ونزوئلا را به فوریت به حالت تعلیق درمی‌آورد زیرا دیپلمات‌های آن دیگر نمی‌توانند ویزا دریافت کنند. کریستیا فریلند در بیانیه ای گفت مادرو گام‌هایی را برای محدود کردن توانمندی کارکرد سفارت‌های خارجی در ونزوئلا برداشته است. کانادا یکی از دوازده کشور در گروه کشورهای منطقه ای لیما در کنار برزیل، آرژانتین و شیلی است که خوان گوایدو رهبر اپوزیسیون را به عنوان رهبر مشروع ونزوئلا به رسمیت می‌شناسد و خواستار استعفای مادرو است.[۹۶]
- ۷ ژوئن ۲۰۱۹ دو نهاد زیرمجموعه سازمان ملل متحد اعلام کردند شمار ونزوئلایی‌هایی که در پی بحران اقتصادی و سیاسی از کشور خود گریخته‌اند، به بیش از چهار میلیون نفر رسیده است.[۹۷]
- ۸ ژوئن ۲۰۱۹ امانوئل اوتولنقی از بنیاد دفاع از دموکراسیها - حزب‌الله در ونزوئلا نه تنها به ایران دسترسی به یک کشور دوست را می‌دهد بلکه خود یک چشم‌انداز ایدئولوژیکی ضدآمریکایی گری مشابه دارد و به آنها اجازه می‌دهد برخی عملیات قاچاق مانند پولشویی و قاچاق مواد مخدر را پیش ببرند.[۹۸]
- ۶ ژانویه ۲۰۲۰ مورگان اورتگس سخنگوی وزارت خارجه آمریکا گفت مایک پمپئو پنجشنبه با آنتونیو گوترش تماس تلفنی گرفت تا در مورد حوادث در ونزوئلا با دبیرکل گوترش تبادل نظر کند. گوترش از تلاشهای مستمر دیپلماتیک وزیر پمپئو قدردانی کرد.[۹۹]
- ۹ ژانویه ۲۰۱۹ گوایدو برای رفتن به پارلمان از روی نرده‌ها پرید، او می‌خواست مجدداً به عنوان رئیس مجلس انتخاب شود اما مأموران امنیتی ونزوئلا مانع ورود او به ساختمان پارلمان شدند و نگذاشتند در رای‌گیری برای انتخاب رئیس جدید مجلس شرکت کند. اکنون دو نماینده مجلس خود را رئیس شورای ملی پارلمان می‌نامند؛ خوان گوایدو، و لوئیز پارا، رقیب او که از حمایت نیکلاس مادورو برخوردار است، و اکنون هر دو خود را رئیس پارلمان ونزوئلا می‌دانند.[۱۰۰][۱۰۱]
- ۲۰ مارس ۲۰۲۰ مورگان اورتگس سخنگوی وزارت خارجه آمریکا گفت: ایالات متحده بازداشت «خوان خوزه مارکز» یکی از بستگان رئیس‌جمهوری موقت ونزوئلا و رهبر مخالفان نیکلاس مادورو را محکوم کرد و خواستار آزادی فوری او شد.

خوان گوایدو در پیامی خطاب به مردم ونزوئلا و جامعه جهانی اعلام کرد رئیس دفتر او و یکی از نمایندگان پارلمان از سوی نیروهای امنیتی نزدیک به مادورو، دستگیر شده‌اند.
خوان گوایدو همچنین نوشت: نیروهای امنیتی به خانه‌های سرجیو ورگارا نماینده پارلمان و رئیس حزب اراده عمومی وی‌پی و رئیس دفتر خود روبرتو ماررو، یورش برده‌اند. در حال حاضر همه در همان محل به گروگان گرفته شده‌اند.
- ۱۵ ژوئن ۲۰۲۰ خوان گوایدو: رئیس‌جمهوری موقت ونزوئلا گفت اپوزیسیون ونزوئلا دستگاه انتخاباتی «دروغین» نزدیک به تشکیلات نیکلاس مادورو و دیوان عالی وی را به رسمیت نمی‌شناسد.[۱۰۴]